# Сан Себастијано да По
Сан Себастијано да По (итал. San Sebastiano da Po) је насеље у Италији у округу Торино, региону Пијемонт.
Према процени из 2011. у насељу је живело 549 становника. Насеље се налази на надморској висини од 172 м.

## Становништво
Према резултатима пописа становништва 2011. у општини је живело 1.909 становника.
| 1931. | 1936. | 1951. | 1961. | 1971. | 1981. | 1991. | 2001. | 2011. |
| ----- | ----- | ----- | ----- | ----- | ----- | ----- | ----- | ----- |
| 1.929 | 1.878 | 1.830 | 1.531 | 1.355 | 1.407 | 1.633 | 1.791 | 1.909 |